# Unreleased Bitterness
Unreleased Bitterness – singel brytyjskiego zespołu My Dying Bride wydany w 1993 roku przez wytwórnię płytową Unbridled Voyage w limitowanym nakładzie 1150 egzemplarzy. Utwór zawarty na tym wydawnictwie został ponownie nagrany i pojawił się na debiutanckim albumie zespołu As the Flower Withers z 1992 roku.

## Lista utworów
| Nr | Tytuł utworu                         | Długość |
| -- | ------------------------------------ | ------- |
| 1. | „The Bitterness and the Bereavement” | 7:49    |
|    |                                      | 7:49    |

## Twórcy
- Aaron Stainthorpe – śpiew
- Andrew Craighan – gitara, gitara basowa
- Calvin Robertshaw – gitara
- Rick Miah – perkusja